# Hermanos Le
Los Hermanos Le son un dúo de artistas marciales, dobles de riesgo y actores estadounidenses, reconocidos dentro de la comunidad asiática en Estados Unidos por su popular grupo de artes marciales, Martial Club Stunt Team (fundado en 2013). Por lo general Andy Le se desempeña cómo actor de cuadro, mientras que Brian Le y Daniel Mah hace la mayoría de las escenas de riesgo y artes marciales. Joseph Le colabora activamente con el grupo. Han trabajado con leyendas dentro del rubro de las artes marciales tales como Jackie Chan, Michelle Yeoh, Scott Adkins, Vanness Wu, Tony Leung, Fernando Chien, Florian Munteanu, Simu Liu, Yuen Wah, Ron Yuan, Andy Cheng, entre otros.

## Miembros
- Andy Le (fundador)
- Brian Le (fundador)
- Daniel Mah (cofundador)
- Joseph Le (colaborador)

## Andy Le

#### Inicios
(Orange, California, 15 de octubre de 1991) 
Es un actor, artista marcial y doble de riesgo estadounidense, conocido por dar vida a Death-Dealer en la película Shang-Chi y la leyenda de los Diez Anillos (2021), así como participaciones en proyectos independientes cómo Wu Tang: An American Saga (2019), The Paper Tigers (2020) y Everything Everywhere All at Once (2021).
Le creció en California de origen vietnamita, sus padres fueron refugiados en Estados Unidos durante la Guerra de Vietnam. Durante su niñez sufrió bullying en la escuela, pero al llegar a casa y ver películas de estrellas de las Artes marciales cómo Bruce Lee o Jackie Chan, le brindaron el valor necesario para superarlo. Poco después comenzó a entrenar Kung Fu, aprendiendo la mayor parte de sus habilidades de manera autodidacta. Ha trabajado con las leyendas hongkonesas de las artes marciales, Jackie Chan y Michelle Yeoh.
Andy, junto con su hermano Brian Le fundaron el Martial Club Stunt Team junto al artista marcial Daniel Mah.

#### Doble de riesgo
Cómo doble ha trabajado  en proyectos en su mayoría vietnamitas y estadounidenses cómo The Hunt (2013), Unlucky Stars (2015), Luc Van Tien: Tuyet Dinh Kungfu (2017), Thorne (2020), Twisting Tiger (2021), Shang-Chi y la leyenda de los Diez Anillos (2021), Case Closed y Everything Everywhere All at Once (2021), fungiendo en ocasiones cómo coreógrafo de escenas de acción.

## Brian Le

#### Inicios
(Orange, California, 27 de junio de 1993) 
Es un artista marcial, doble de riesgo y actor estadounidense de cine y televisión, además de profesor de artes marciales.
Le creció en California de origen vietnamita, sus padres fueron refugiados en Estados Unidos durante la Guerra de Vietnam Poco después comenzó a entrenar Kung Fu, aprendiendo la mayor parte de sus habilidades de manera autodidacta. Ha trabajado con las leyendas hongkonesas de las artes marciales, Jackie Chan y Michelle Yeoh.
Brian, junto con su hermano Andy Le fundaron el Martial Club Stunt Team junto al artista marcial Daniel Mah.

#### Doble de riesgo
Cómo doble ha trabajado  en proyectos en su mayoría vietnamitas y estadounidenses cómo The Hunt (2013), Unlucky Stars (2015), Luc Van Tien: Tuyet Dinh Kungfu (2017), Thorne (2020), Twisting Tiger (2021), Shang-Chi y la leyenda de los Diez Anillos (2021), Case Closed y Everything Everywhere All at Once (2021), fungiendo en ocasiones cómo coreógrafo de escenas de acción.

## Joseph Le

#### Inicios
(Manassas, Virginia)
Es un director de videoclips, coreógrafo y doble de riesgo estadounidense.
Joseph comenzó su carrera cinematográfica creando películas de acción independientes que rendían homenaje a las películas de acción de Hong Kong. Con el tiempo, desarrolló su propio estilo, combinando la acción hiperrealista del anime con la coreografía de kung fu basada en los personajes míticos del cine chino y hongkonés de los años 60s, 70s y 80s.

#### Montador de coreografías
Es conocido por montar las coreografías en las cintas The Fallen (2019), Silverback (2020) y Shang-Chi y la leyenda de los Diez Anillos (2021).

## Daniel Mah

#### Inicios
(Torrance, California, 13 de abril de 1989) 
Es un actor, doble de riesgo y artista marcial estadounidense de origen chino, miembro y cofundador del Martial Club Stunt Team junto a los Hermanos Le.

#### Carrera
Nació en Torrance, California, de padres inmigrantes chinos. Antes de convertirse en artista marcial, Mah trabajaba en la industrial petrolera, sin embargo, dejó su puesto de trabajo poco antes del quiebre de su empresa para dedicarse a la actuación y las artes milenarias orientales.

## Filmografía

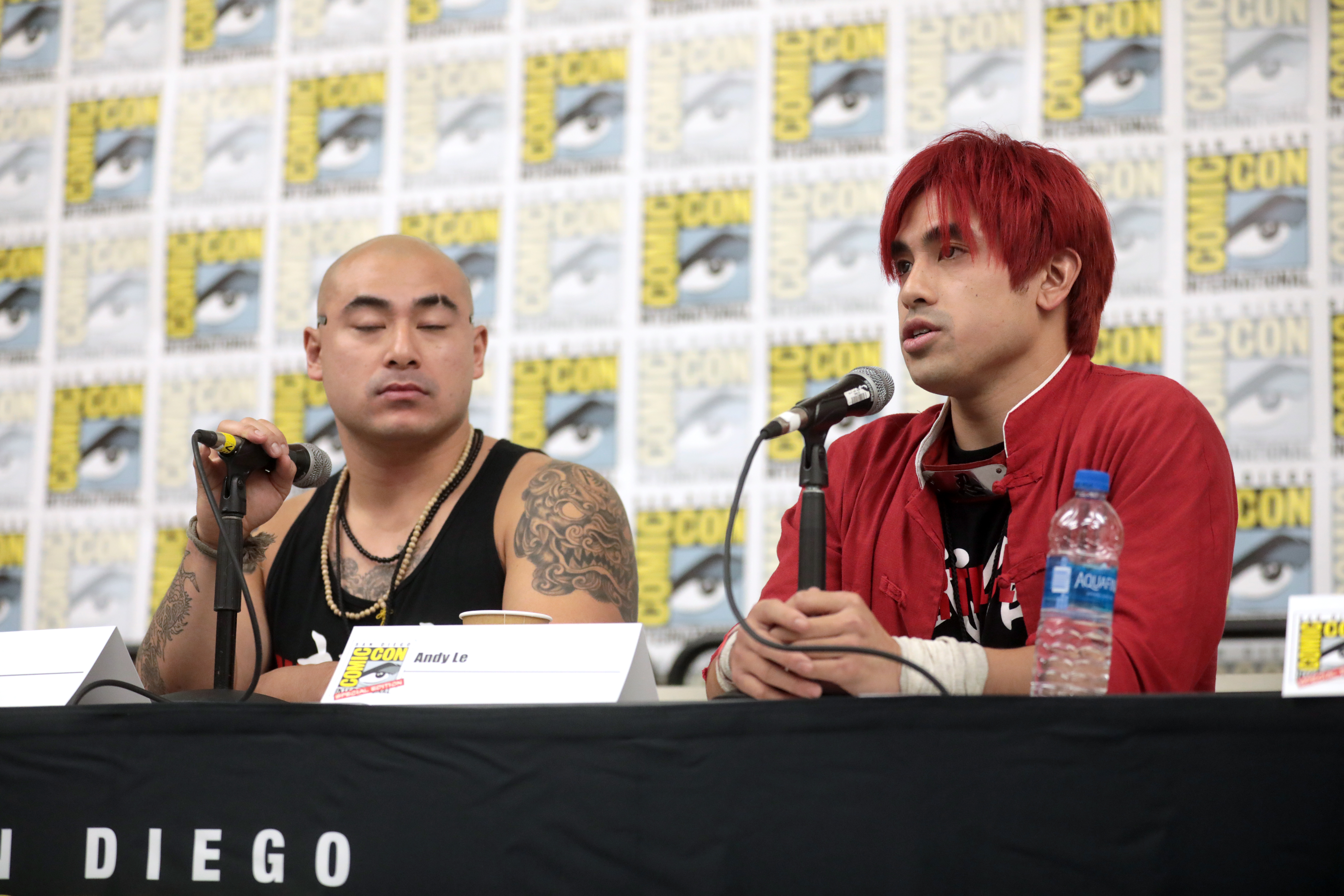
Hermanos Le durante una entrevista.

### Películas de Andy Le

#### Cine

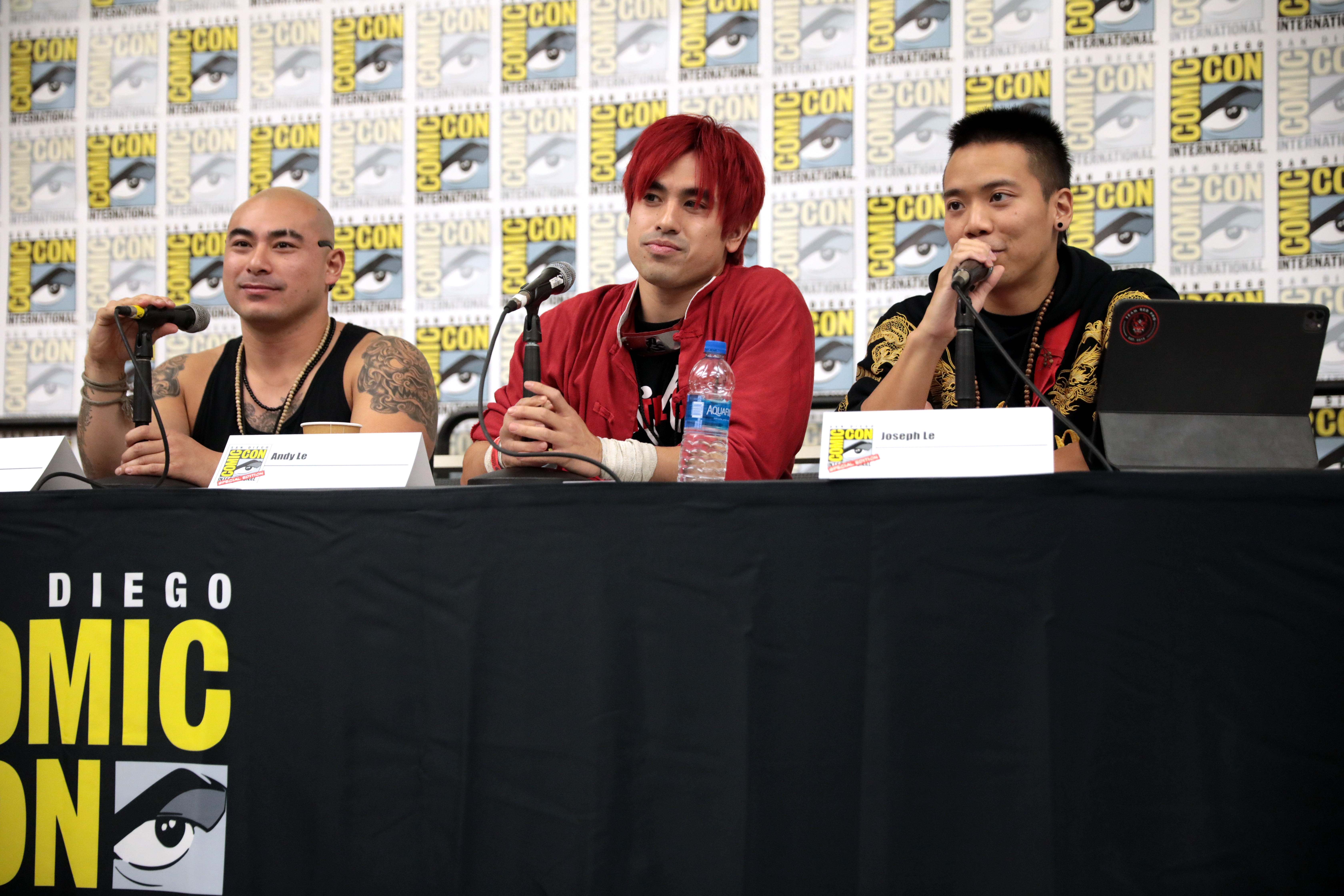
Los hermanos Brian, Andy y su primo Joseph Le, durante entrevista.

| Año  | Título                                     | Personaje        |
| ---- | ------------------------------------------ | ---------------- |
| 2014 | Miss Earth                                 | Kisma            |
| 2015 | The Challenger                             | Danny            |
| 2016 | Battle for the Green Destiny               | Li Mu Bai        |
| 2017 | Luc Van Tien: Tuyet Dinh Kungfu            | Dusher Bui's men |
| 2017 | Supreme Art of War                         | Stephen          |
| 2020 | The Paper Tigers                           | Fu               |
| 2021 | Shang-Chi y la leyenda de los Diez Anillos | Death-Dealer     |
| 2021 | Everything Everywhere All at Once          | ?                |

### Películas de Brian Le

#### Cine
| Año  | Título                                     | Personaje       |
| ---- | ------------------------------------------ | --------------- |
| 2014 | Miss Earth                                 | Doble de riesgo |
| 2015 | The Challenger                             | Doble de riesgo |
| 2016 | Battle for the Green Destiny               | Doble de riesgo |
| 2017 | Luc Van Tien: Tuyet Dinh Kungfu            | Doble de riesgo |
| 2017 | Supreme Art of War                         | Doble de riesgo |
| 2020 | The Paper Tigers                           | Doble de riesgo |
| 2021 | Shang-Chi y la leyenda de los Diez Anillos | Doble de riesgo |
| 2021 | Everything Everywhere All at Once          | Doble de riesgo |

### Películas de Joseph Le

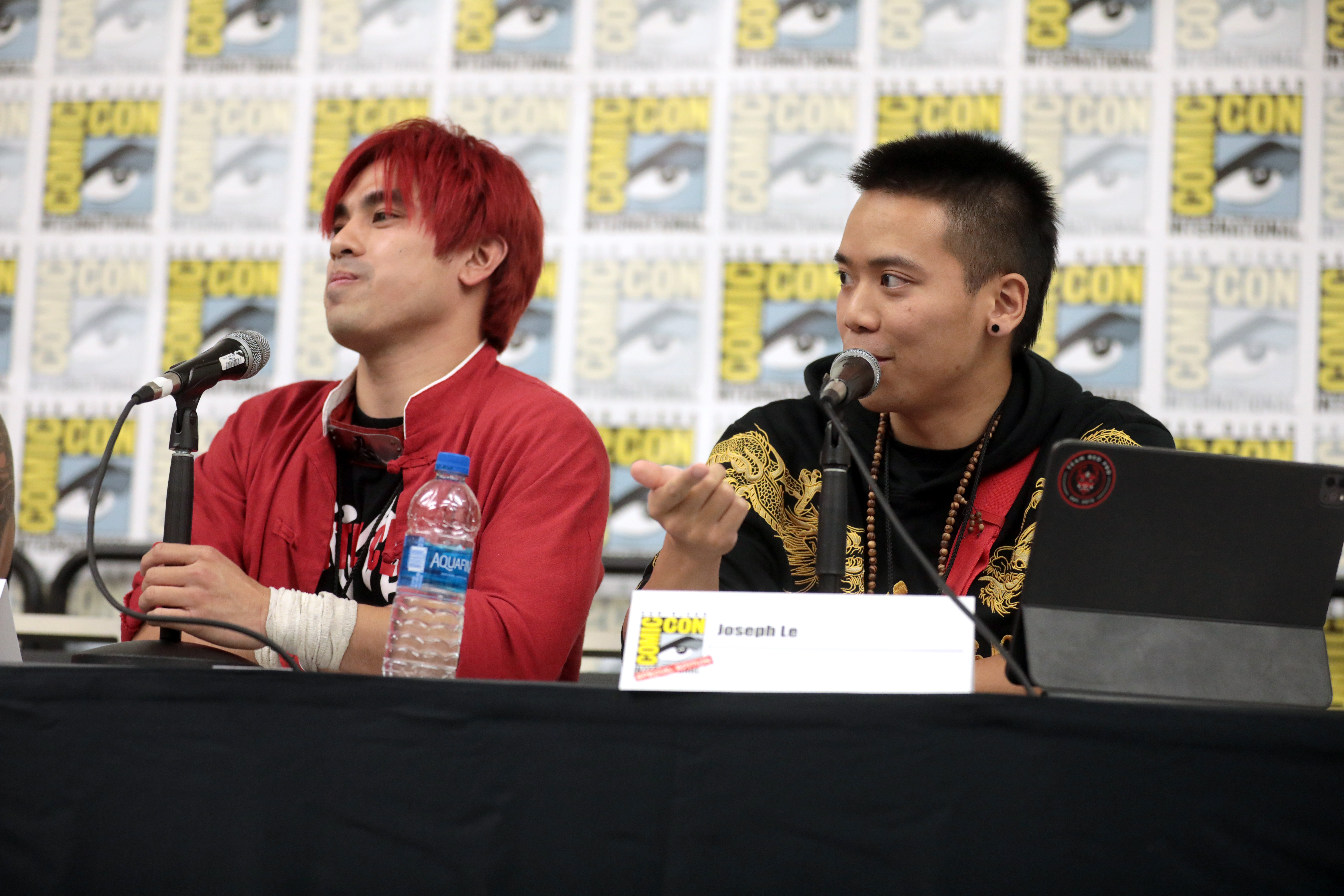
Andy Le junto a Joseph Le.

#### Director
| Año  | Título                          |
| ---- | ------------------------------- |
| 2016 | Kung Fu Tea Commercial          |
| 2017 | The Red Cocoon                  |
| 2017 | Elf V. Santa: Dawn of Christmas |
| 2018 | Til We Descend                  |
| 2018 | Pokémon Kung Fu                 |
| 2018 | Red Rising: Blood and Smoke     |
| 2019 | Afro Samurai Champloo           |
| 2019 | Kawaii Death Metal God          |
| 2020 | Mulan:An East Side Story        |
| 2021 | Twisting Tiger                  |

#### Actor
| Año  | Título                                     | Personaje      |
| ---- | ------------------------------------------ | -------------- |
| 2015 | Live Action Smash Bros: little Mac vs Ness | Little Mac     |
| 2015 | Double Pump                                | Paciente       |
| 2016 | The Last Slice                             | Red            |
| 2016 | Avenging Alex: Rising Tiger X Turtle Wave  | Joey           |
| 2016 | Kung Fu Tea Commercial                     | GMU Estudiante |
| 2017 | The Red Cocoon                             | Chico          |
| 2017 | Hand.Gun                                   | Chico malo #1  |
| 2017 | Elf V. Santa: Dawn of Christmas            | Elfo           |
| 2018 | Shenume Yokosuka Blues                     | Nagashima      |
| 2018 | Pokémon Kung Fu                            | Ash            |
| 2018 | Red Rising: Blood and Smoke                | Joey           |
| 2020 | Silverback                                 | Cole           |

#### Doble de riesgo
| Título                                     | Función/Trabajo                           |
| ------------------------------------------ | ----------------------------------------- |
| The Last Slice                             | Diseño de acción                          |
| Avenging Alex: Rising Tiger X Turtle Wave  | Asistente director acción/Doble de riesgo |
| Mulan: An East Side Story                  | Director de acción                        |
| Saint Seiya: Knights of the Zodiac         | Diseño de acción                          |
| Kung Fu Tea Commercial                     | Director acción/Doble de riesgo           |
| Twisting Tiger                             | Director de acción                        |
| Everything Everywhere All at Once          | Doble de riesgo                           |
| Elf V. Santa: Dawn of Christmas            | Diseño de acción                          |
| Shenume Yokosuka Blues                     | Asistente director acción/Doble de riesgo |
| Shang-Chi y la leyenda de los Diez Anillos | Diseño de acción                          |
| Red Rising: Blood and Smoke                | Diseño de acción                          |
| Silverback                                 | Doble de riesgo                           |
| The Fallen                                 | Coordinador peleas                        |
| Afro Samurai Champloo                      | Director de acción                        |

### Películas de Daniel Mah

#### Cine
| Año  | Título                                     | Personaje        |
| ---- | ------------------------------------------ | ---------------- |
| 2021 | Shang-Chi y la leyenda de los Diez Anillos | Doble riesgo     |
| 2017 | Supreme Art of War                         | Cabeza de Dragón |
| 2017 | Tiger: Longer Uncut Fight Scene            | Fighter 8        |
| 2016 | Golden Arms Returns                        | Fung Xi Yuk      |
| 2014 | The Jade Trader                            | Paciente         |